# Hallopeau-Siemens-Syndrom
Das Hallopeau-Siemens-Syndrom ist eine seltene angeborene, schwer verlaufende Form einer Epidermolysis bullosa dystrophica. Hauptmerkmal ist die zu Narbenbildung und Mutilation führende Blasenbildung spontan oder nach minimalem Trauma.
Synonyme sind: Epidermolysis bullosa dystrophica generalisata Hallopeau-Siemens; Epidermolysis bullosa hereditaria polydysplastica; Epidermolysis bullosa hereditaria dystrophica; Epidermolysis bullosa dystrophica recessiva seu polydysplastica
Die Bezeichnung bezieht sich auf die Autoren von Beschreibungen aus dem Jahre 1890 durch den französischen Hautarzt François Henri Hallopeau (1842–1919) bzw. im Jahre 1921 durch Hermann Werner Siemens.
Die Erkrankung ist nicht zu verwechseln mit dem Morbus Hallopeau, einer Form der Psoriasis.

## Verbreitung
Die Häufigkeit wird mit unter 1 zu 1.000.000 angegeben, die Vererbung erfolgt autosomal-rezessiv.

## Ursache
Der Erkrankung liegen Mutationen im COL7A1-Gen auf Chromosom 3 Genort p21.31 zugrunde, welches für Kollagen Typ VII kodiert, (Hauptbestandteil der Ankerfibrillen, die die Basalmembran in der Dermis verankern.)

## Klinische Erscheinungen
Klinische Kriterien sind:
- auf geringstes Trauma entstehende Blasen, oft schon bei Geburt
- Hauptlokalisation an Händen, Ellbogen, Kniegelenken und Füßen, aber auch überall, an den Schleimhäuten
- Narbenbildung mit Verwachsungen, Pseudosyndaktylie, Gelenkkontrakturen, Pseudomutilation
- Nageldystrophie bis Nagelverlust
- umschriebener Haarausfall
- Zahnanomalien, Schmelzdefekte
- Hornhauttrübung, Symblepharon, Blepharitis, Verlust der Wimpern, Ektropium
- Verschluss der Tränenwege
- Mikrostomie, Dysphagie, Verengung der Speiseröhre
- Wachstumsverzögerung, verspätete Pubertät, Osteopenie und Osteoporose

## Diagnose
Die Diagnose ergibt sich aus der Klinischen Untersuchung, wird durch Immunfluoreszenz-Antigen-Mapping und/oder Transmissionselektronenmikroskopie gesichert.
Pränatal ist ein Nachweis durch Humangenetische Untersuchung möglich.

## Differentialdiagnose
Abzugrenzen sind:
- Andere Formen der Epidermolysis bullosa-Gruppe
- Herpes-simplex-Infektion
- kongenitale erosive und vesikuläre Dermatose
- Epidermolytische Ichthyose
- Bullöses Pemphigoid
- Pemphigus acutus neonatorum
- Pemphigoides gestationis

## Heilungsaussicht
Die Prognose ist aufgrund der häufigen Entwicklung aggressiver Plattenepithelkarzinome (zwischen dem 30. – 50. Lebensjahr) sowie eventuellen Chronischen Nierenversagens als Komplikation reduziert.